# Шамшевы
Шамшевы (Шамшивы) — два древних русских дворянских рода.
1. Восходит к началу XVII века и записан в VI часть Дворянской родословной книги Псковской и Новгородской губерний Российской империи[1]. Жалованы поместьями (1630)[2].
2. Восходит к середине XVII века. Он был записан Губернским дворянским депутатским собранием в VI часть дворянской родословной книги Новгородской и Тверской губерний России[1]. Герб этого дворянского рода был записан в Часть III Общего гербовника дворянских родов Всероссийской империи, страница 84[3][4].

Существуют ещё несколько дворянских родов Шамшевых, более современного происхождения.

## Описание герба
Щит разделен горизонтально на три части, из них в верхней части, в золотом поле, изображена рыба, обращенная головою в правую сторону. В средней части, в серебряном поле, видно солнце, до половины выходящее из нижнего, голубого поля.
На щите дворянский коронованный шлем. Нашлемник: три страусовых пера. Намёт на щите голубой, подложенный серебром. Герб рода Шамшевых внесен в Часть 3 Общего гербовника дворянских родов Всероссийской империи, стр. 84.

## Известные представители
- Шамшевы: Матвей Дмитриевич, Михаил и Фёдор Ивановичи, Пётр Матвеевич — московские дворяне (1678-1692)[6].